# Ipomoea variabilis
Ipomoea variabilis là một loài thực vật có hoa trong họ Bìm bìm. Loài này được (Schltdl. & Cham.) Choisy mô tả khoa học đầu tiên năm 1845.